# Mongolia en los Juegos Paralímpicos de Río de Janeiro 2016
Mongolia estuvo representada en los Juegos Paralímpicos de Río de Janeiro 2016 por ocho deportistas, seis hombres y dos mujeres.

## Medallistas
El equipo paralímpico mongol obtuvo las siguientes medallas:
| Nombre                | Deporte                   | Evento           |
| --------------------- | ------------------------- | ---------------- |
| Oro                   |                           |                  |
| —                     |                           |                  |
| Plata                 |                           |                  |
| —                     |                           |                  |
| Bronce                |                           |                  |
| Sodnompiljee Enjbayar | Levantamiento de potencia | –88 kg masculino |
| Uuganjuu Bolormaa     | Yudo                      | –60 kg masculino |